# Madre de Dios (fiume)
Il Madre de Dios (in spagnolo Río Madre de Dios) è un fiume dell'America meridionale, affluente di sinistra del Beni.
Il suo corso prosegue in Bolivia, dove si getta nel fiume Beni, il quale a sua volta unendosi con il fiume Mamoré forma il fiume Madeira, uno degli affluenti del Rio delle Amazzoni. Nella zona alta del bacino del fiume, si trova l'istmo di Fitzcarrald: una peculiarità geografica sfruttata commercialmente all'epoca dell'estrazione del caucciù e resa famosa dal film Fitzcarraldo.
Prima della conquista spagnola il fiume era chiamato Amarumayo (fiume dei serpenti) dagli Incas. 
Il Madre de Dios nasce nella cordigliera di Tres Cruces in Perú (altezza di circa 4000 metri s.l.d.m.). Si forma dall'unione dei torrenti Tono, PiniPini e Queros, poco a valle della cittadina di Pilcopata (regione di Cusco).
Fino alla sua confluenza nel Rio Beni presso Riberalta, è lungo circa 1.150 chilometri.
Dall'allagamento di uno dei suoi meandri è nato il Lago Sandoval nei pressi della città di Puerto Maldonado.